# Lyngby (Norddjurs Kommune)
 For alternative betydninger, se Lyngby (flertydig). (Se også artikler, som begynder med Lyngby)
Lyngby er en landsby på Djursland med 323 indbyggere  (2024). Lyngby er beliggende 12 kilometer sydvest for Grenaa. Fra Ebeltoft er der 23 kilometer mod nord til byen. Byen ligger tre kilometer nord for Trustrup.
Byen ligger i Region Midtjylland og hører under Norddjurs Kommune. Lyngby er beliggende i Lyngby Sogn.